# Spatholobus gengmaensis
Spatholobus gengmaensis är en ärtväxtart som beskrevs av Wei. Spatholobus gengmaensis ingår i släktet Spatholobus och familjen ärtväxter. Inga underarter finns listade i Catalogue of Life.